# Lengyel Parlament
A Parlament Lengyelország kétkamarás törvényhozása. Egy felsőházból (Szenátus) és egy alsóházból (Szejm) áll. Mindkét testület a varsói Szejm komplexumban található.
Tagjaikat közvetlen választással választják, általában négyévente. A Szejm 460, míg a Szenátus 100 tagból áll.
Bizonyos alkalmakkor a Szejm marsallja összehívja a Nemzetgyűlést, a két ház tagjainak közös ülését. A testület, ha szükséges, az Állami Törvényszék elé állíthatja az elnököt.

## Parlamenti választások
- 2023-as lengyelországi parlamenti választások, 2023. október 15.
- 2019-es lengyelországi parlamenti választások, 2019. október 13.[2]
- 2015-ös lengyelországi parlamenti választások, 2015. október 25.

## Fordítás
Ez a szócikk részben vagy egészben  a   Parliament of Poland című angol Wikipédia-szócikk ezen változatának fordításán alapul.  Az eredeti cikk szerkesztőit annak laptörténete sorolja fel. Ez a jelzés csupán a megfogalmazás eredetét és a szerzői jogokat jelzi, nem szolgál a cikkben szereplő információk forrásmegjelöléseként.